# 安光将作
安光 将作（やすみつ しょうさく、1999年11月2日 - ）は、アメリカ合衆国ニューヨーク州ニューヨーク市出身のプロサッカー選手。Jリーグ・RB大宮アルディージャ所属。ポジションはディフェンダー、ミッドフィールダー。

## 略歴
父の仕事の関係で、アメリカのニューヨークで出生。2歳の時まで同地で過ごした。中・高校時代はジェフユナイテッド市原・千葉のアカデミーに在籍。しかしトップチームには昇格できず、高校卒業後は法政大学に進学した。
2021年11月、2022年シーズンからのカターレ富山加入内定が発表された。
2024年12月23日、RB大宮アルディージャへの完全移籍が発表された。

## 所属クラブ
- ジェフユナイテッド市原・千葉U-15
- ジェフユナイテッド市原・千葉U-18
- 法政大学
- 2022年 - 2024年  カターレ富山
- 2025年 -   RB大宮アルディージャ

## 個人成績
| 国内大会個人成績 | 国内大会個人成績 | 国内大会個人成績 | 国内大会個人成績 | 国内大会個人成績 | 国内大会個人成績 | 国内大会個人成績 | 国内大会個人成績 | 国内大会個人成績 | 国内大会個人成績 | 国内大会個人成績 | 国内大会個人成績 |
| 年度             | クラブ           | 背番号           | リーグ           | リーグ戦         | リーグ戦         | リーグ杯         | リーグ杯         | オープン杯       | オープン杯       | 期間通算         | 期間通算         |
| 年度             | クラブ           | 背番号           | リーグ           | 出場             | 得点             | 出場             | 得点             | 出場             | 得点             | 出場             | 得点             |
| 日本             | 日本             | 日本             | 日本             | リーグ戦         | リーグ戦         | リーグ杯         | リーグ杯         | 天皇杯           | 天皇杯           | 期間通算         | 期間通算         |
| ---------------- | ---------------- | ---------------- | ---------------- | ---------------- | ---------------- | ---------------- | ---------------- | ---------------- | ---------------- | ---------------- | ---------------- |
| 2022             | 富山             | 25               | J3               | 4                | 0                | -                | -                | 0                | 0                | 4                | 0                |
| 2023             | 富山             | 25               | J3               | 34               | 0                | -                | -                | 1                | 0                | 35               | 0                |
| 2024             | 富山             | 25               | J3               | 36               | 8                | 4                | 0                | 2                | 0                | 42               | 8                |
| 2025             | 大宮             | 16               | J2               |                  |                  |                  |                  |                  |                  |                  |                  |
| 通算             | 日本             | 日本             | J3               | 74               | 8                | 4                | 0                | 3                | 0                | 43               | 8                |
| 総通算           | 総通算           | 総通算           | 総通算           | 74               | 8                | 4                | 0                | 3                | 0                | 43               | 8                |

出場歴
- Jリーグ初出場 - 2022年7月24日 J3第18戦 Y.S.C.C.横浜戦 (ニッパツ三ツ沢球技場)
- Jリーグ初得点 - 2024年4月6日 J3第8節 ギラヴァンツ北九州戦 (富山県総合運動公園陸上競技場)

## タイトル

### クラブ
法政大学
- 総理大臣杯全日本大学サッカートーナメント（2021年）